# Lista de ilhas por população
Esta é uma lista de ilhas ordenada por população. Inclui todas as ilhas com mais de 100 000 habitantes. A população do mundo que mora em ilhas ronda os 730  milhões de habitantes, cerca de 11% do total da população mundial.

## Continentes / massas continentais
1. Eurafrásia (Ilha Mundial) — 5500 milhões de habitantes (5,5 bilhões de habitantes)
2. Américas — 900 milhões de habitantes
3. Austrália[1] — 22 milhões de habitantes
4. Antártida — 0–1000 habitantes não permanentes[2]

## Ilhas ordenadas por população

### Mais de 10 milhões de habitantes
| Ordem | Ilha               | País(es)                                                         | População                      | Densidade (/km²) |
| ----- | ------------------ | ---------------------------------------------------------------- | ------------------------------ | ---------------- |
| 1     | Java               | Indonésia                                                        | 141.000.000 (2015)             | 1117             |
| 2     | Honshū             | Japão                                                            | 104.000.000 (2010)             | 451,8            |
| 3     | Grã-Bretanha       | Reino Unido (Inglaterra, Escócia, País de Gales)                 | 61.700.000 (2015)              | 281,3            |
| 4     | Luzon              | Filipinas                                                        | 53.060.000 (2016)              | 480              |
| 5     | Sumatra            | Indonésia                                                        | 50.180.000 (2015)              | 90,4             |
| 6     | Ilha Formosa       | Taiwan                                                           | 23.461.708 (2015 estimativa)   | 657              |
| 7     | Madagáscar         | Madagáscar                                                       | 22.434.000 (2014)              | 38.2             |
| 8     | Mindanao           | Filipinas                                                        | 21.902.000 (2015)              | 226              |
| 9     | Bornéu             | Indonésia (Calimantã), Brunei, Malásia (Sabá, Sarauaque, Labuão) | 21.258.000 (2014)              | 26,3             |
| 10    | Hispaníola         | República Dominicana, Haiti                                      | 21.107.000 (2016)              | 277              |
| 11    | Sri Lanca          | Sri Lanka                                                        | 20.219.000 (2012)              | 310              |
| 12    | Sulawesi (Celebes) | Indonésia                                                        | 17.371.783 (2010)              | 97               |
| 13    | Salsette           | Índia (Maharashtra)                                              | 15.098.516 (2011)              | 24414            |
| 14    | Kyūshū             | Japão                                                            | 13.200.000 (2010)              | 371              |
| 15    | Nova Guiné         | Papua-Nova Guiné e Indonésia (Papua Ocidental)                   | 11.818.000 (2014 RI, 2015 PNG) | 15               |
| 16    | Cuba               | Cuba                                                             | 11.167.325 (2012)              | 103,3            |

### De 1 a 10 milhões de habitantes
| Ordem | Ilha              | País(es)                                                     | População                         |
| ----- | ----------------- | ------------------------------------------------------------ | --------------------------------- |
| 17    | Ainão             | China                                                        | 9.035.000 (2014E)                 |
| 18    | Long Island       | Estados Unidos (Nova Iorque)                                 | 7.838.822 (2015)                  |
| 19    | Irlanda           | Irlanda e Reino Unido (Irlanda do Norte)                     | 6.380.661 (2008)                  |
| 20    | Singapura         | Singapura                                                    | 5.535.000 (2015)                  |
| 21    | Hokkaidō          | Japão                                                        | 5.383.579 (2015C)                 |
| 22    | Sicília           | Itália                                                       | 5.017.000 (2007)                  |
| 23    | Negros            | Filipinas                                                    | 4.414.131 (2015)                  |
| 24    | Panay             | Filipinas                                                    | 4.307.000 (2015)                  |
| 25    | Bali              | Indonésia                                                    | 4.225.384 (2014)                  |
| 26    | Cebu              | Filipinas                                                    | 3,917,000 (2015)                  |
| 27    | Shikoku           | Japão                                                        | 3.815.000 (2015)                  |
| 28    | Madura            | Indonésia                                                    | 3.622.000 (2010)                  |
| 29    | Ilha Norte        | Nova Zelândia                                                | 3.596.200 (2016)                  |
| 30    | Porto Rico        | Porto Rico (território dos Estados Unidos)                   | 3.474.182 (2015)                  |
| 31    | Lomboque          | Indonésia                                                    | 3.160.000 (2010)                  |
| 32    | Timor             | Indonésia e Timor-Leste                                      | 2.786.000 (2010)                  |
| 33    | Jamaica           | Jamaica                                                      | 2.741.000 (2010)                  |
| 34    | Zhongshan         | China (Cantão e Macau)                                       | 2.275.000 (2002)                  |
| 35    | Zelândia          | Dinamarca                                                    | 2.27.,000 (2005)                  |
| 36    | Leyte             | Filipinas                                                    | 2.188.295 (2010)                  |
| 37    | Ilha de Montreal  | Canadá (Quebeque)                                            | 2.014.221 (2016E on 2011C data)   |
| 38    | Ilha Xiamen       | China (Fuquiém)                                              | 1,847,047 (2010 census)           |
| 39    | Flores            | Indonésia                                                    | 1.831.000 (2010)                  |
| 40    | Ilha Bhola        | Bangladesh                                                   | 1.758.000 (2011)                  |
| 41    | Samar             | Filipinas                                                    | 1.751.267 (2010)                  |
| 42    | Sardenha          | Itália                                                       | 1.659.000 (2007)                  |
| 43    | Manhattan         | Estados Unidos (Nova Iorque)                                 | 1.619.090 (2012)                  |
| 44    | Haizhu            | China (Cantão)                                               | 1.558.663 (censo 2010)            |
| 45    | São Luís          | Brasil (Maranhão)                                            | 1.381.459 (est. 2014)             |
| 46    | Sumbawa           | Indonésia                                                    | 1.330.000 (2010)                  |
| 47    | Mindoro           | Filipinas                                                    | 1.302.000 (2015)                  |
| 48    | Okinawa           | Japão                                                        | 1.301.000 (2015)                  |
| 49    | Trinidad          | Trinidad e Tobago                                            | 1.267.145 (2011 Census)           |
| 50    | Ilha de Hong Kong | Hong Kong                                                    | 1.253.417 (2016C)                 |
| 51    | Maurícia          | Ilhas Maurícias                                              | 1.219.265 (2014)                  |
| 52    | Bohol             | Filipinas                                                    | 1.211.000 (2015)                  |
| 53    | Batam             | Indonésia                                                    | 1.153.860 (2012 BPS Civil Survey) |
| 54    | Barém             | Bahrein                                                      | 1.095.000 (2014E)                 |
| 55    | Chipre            | Chipre, Acrotíri e Deceleia (RU), Chipre do Norte (de facto) | 1.088.503 (est. 2010)             |
| 56    | Ilha Sul          | Nova Zelândia                                                | 1.096.200 (2016)                  |

### De 500000 a 1 milhão de habitantes
| Ordem | Ilha              | País(es)                       | População                       |
| ----- | ----------------- | ------------------------------ | ------------------------------- |
| 57    | Oahu              | Estados Unidos (Havai)         | 976.372 (2012)                  |
| 58    | Banca             | Indonésia                      | 960.692 (2010)                  |
| 59    | Tenerife          | Espanha (Ilhas Canárias)       | 906.854 (2010 censo)            |
| 60    | Unguja (Zanzibar) | Tanzânia (Zanzibar)            | 896.721 (2012 Censo)            |
| 61    | Maiorca           | Espanha (Ilhas Baleares)       | 862.397 (2009 censo)            |
| 62    | Ilha de Penão     | Malásia                        | 860.000 (2010, est.)            |
| 63    | Grã-Canária       | Espanha (Ilhas Canárias)       | 838.397 (2009 censo)            |
| 64    | Reunião           | França                         | 837.868 (2012, est.)            |
| 65    | Palauã            | Filipinas                      | 793.391 (2010)                  |
| 66    | Cangshan          | China (Fuquiém)                | 762.746 (2010 censo)            |
| 67    | São Vicente       | Brasil (São Paulo)             | 760.000                         |
| 68    | Nias              | Indonésia                      | 756.338 (2010 Censo)            |
| 69    | Ilha de Vancouver | Canadá (Colúmbia Britânica)    | 748.937 (2009, est.)            |
| 70    | Sumba             | Indonésia (Sonda Oriental)     | 686.113 (2010 Censo)            |
| 71    | Viti Levu         | Fiji                           | 661.997 (2007 Censo)            |
| 72    | Masbate           | Filipinas                      | 892.393 (2015)                  |
| 73    | Creta             | Grécia                         | 623.065 (2011 Censo)            |
| 74    | Jeju              | Coreia do Sul                  | 621.550 (2014, est.)            |
| 75    | Chongming         | China (Xangai)                 | 615.297 (2013 censo)            |
| 76    | Phuket            | Tailândia                      | 525.018 (2010)                  |
| 77    | Nova Bretanha     | Papua-Nova Guiné               | 513.926 (2011 censo)            |
| 78    | Tasmânia          | Austrália                      | 507.626 (2010, est.)            |
| 79    | Zhoushan          | China (Zhejiang)               | 502.667 (2000 censo)            |
| 80    | Terra Nova        | Canadá (Terra Nova e Labrador) | 502.273 (2016E base 2011 censo) |

### De 100000 a 500000 habitantes
| Ordem | Ilha                            | País(es)                                                | População                                                   |
| ----- | ------------------------------- | ------------------------------------------------------- | ----------------------------------------------------------- |
| 81    | Staten Island                   | Estados Unidos (Nova Iorque)                            | 474.558 (2016, est.)                                        |
| 82    | Sacalina                        | Rússia                                                  | 471.515 (2014, est.)                                        |
| 83    | Halmahera                       | Indonésia                                               | 449.938 (2010, censo)                                       |
| 84    | Jolo                            | Filipinas                                               | 447.600                                                     |
| 85    | Buton                           | Indonésia                                               | 447.408 (2010, censo)                                       |
| 86    | Funen                           | Dinamarca                                               | 447.060 (2006, est.)                                        |
| 87    | Ambon                           | Indonésia                                               | 441.000 (2010, censo)                                       |
| 88    | Ilha Margarita                  | Venezuela                                               | 489.917 (2014, est.)                                        |
| 89    | Seram                           | Indonésia                                               | 434.113 (2010, Censo)                                       |
| 90    | Île Jésus                       | Canadá (Quebec)                                         | 429.413 (2016, est. c/ base no censo de 2011)               |
| 90    | IJsselmonde                     | Países Baixos                                           | 423.000                                                     |
| 91    | Santa Catarina                  | Brasil (Santa Catarina)                                 | 420.000                                                     |
| 92    | Pemba                           | Tanzânia                                                | 406.808 (censo 2012)                                        |
| 93    | Sandwip                         | Bangladesh                                              | 400.000                                                     |
| 94    | Basilan                         | Filipinas                                               | 391.179 (2010)                                              |
| 95    | Martinique                      | França (Martinica)                                      | 390.371 (2012, est.)                                        |
| 96    | Guadeloupe                      | França (Guadeloupe)                                     | 388.795 (2011, est.)                                        |
| 97    | Malta                           | Malta                                                   | 386.057 (2011, est.)                                        |
| 98    | Mactan                          | Filipinas                                               | 368.820 (2010, censo)                                       |
| 99    | Marajó                          | Brasil (Pará)                                           | 383.336 (2014, est.)                                        |
| 100   | Grande Comore                   | Comores                                                 | 369.600 (2012, est.)                                        |
| 101   | Pingtan (Haitan)                | China (Fuquiém)                                         | 357.760 (2010, censo)                                       |
| 102   | Ukerewe                         | Tanzânia                                                | 345.147 (2012, censo)                                       |
| 103   | Yangzhong                       | China (Jiangsu)                                         | 334.977 (2010, censo)                                       |
| 104   | Bintan                          | Indonésia                                               | 329.659 (2010, censo)                                       |
| 105   | Islândia                        | Islândia                                                | 325.671 (2014 est. para o país inteiro)                     |
| 106   | Maheshkhali                     | Bangladesh                                              | 321.218 (2011 Census)                                       |
| 107   | Flevopolder                     | Países Baixos (Flevolândia)                             | 317.000 (2007)                                              |
| 108   | Córsega                         | França                                                  | 316.578 (2012, est.)                                        |
| 109   | Santo Amaro (Guarujá)           | Brasil (São Paulo)                                      | 308.989 (2014, est.)                                        |
| 110   | Vendsyssel-Thy                  | Dinamarca                                               | 306.373 (2003)                                              |
| 111   | Vitória                         | Brasil (Espírito Santo)                                 | 300,000                                                     |
| 112   | Chengār                         | Bangladesh                                              | 292.057 (2011, censo)                                       |
| 113   | Abu Dhabi (ilha)                | Emirados Árabes Unidos                                  | 280.385                                                     |
| 114   | Barbados                        | Barbados                                                | 279.254 (2005, est.)                                        |
| 115   | Anjouan                         | Comores                                                 | 306.800 (2012, est.)                                        |
| 116   | Muna                            | Indonésia                                               | 268.140 (2010, censo)                                       |
| 117   | Ilha de Santiago                | Cabo Verde                                              | 290.280 (2014, est.)                                        |
| 118   | Belitung                        | Indonésia                                               | 262.357 (2010, censo)                                       |
| 119   | Grande Terre                    | Nova Caledônia (coletividade sui generis da França)     | 247.669 (2014, est.)                                        |
| 120   | Ilha da Madeira                 | Portugal                                                | 245.806 (2006, est.)                                        |
| 121   | Geojedo                         | Coreia do Sul                                           | 241.711 (2010, censo)                                       |
| 122   | Bushrod                         | Libéria                                                 | 234.596 (1996)                                              |
| 123   | Bougainville                    | Papua-Nova Guiné                                        | 234.280 (2011 census)                                       |
| 124   | Marinduque                      | Filipinas                                               | 227.828 (2010)                                              |
| 125   | Ilha de Lagos                   | Nigéria                                                 | 212.700 (2006, censo)                                       |
| 126   | Ilha do Governador              | Brasil (Rio de Janeiro)                                 | 212.574 (2010C adm dist including nearby island)            |
| 127   | New Providence                  | Bahamas                                                 | 210.832 (2000, censo)                                       |
| 128   | Eubeia                          | Grécia                                                  | 210.815 (2011 Census)                                       |
| 129   | Vasilievsky Island              | Rússia                                                  | 202.650 (2002 census).                                      |
| 130   | Nova Irlanda                    | Papua-Nova Guiné                                        | 194.067 (2011 estimate, whole province)                     |
| 131   | Tarakan                         | Indonésia (Calimantã Oriental)                          | 193.370 (2010 Census)                                       |
| 132   | Tsing Yi                        | Hong Kong                                               | 191.500 (2015, proj.)                                       |
| 134   | Dongchong Island                | China (Cantão)                                          | 191.019 (2010, censo)                                       |
| 135   | Hawaii (ilha)                   | Estados Unidos (Havai)                                  | 190.821 (2013 factfinder)                                   |
| 136   | Muharraq                        | Brunei                                                  | 188.597 (2010)                                              |
| 137   | Grande Terre                    | França (Mayotte)                                        | 188.442 (2012 est.)                                         |
| 138   | Chiloé                          | Chile                                                   | 186.933 (2016P census)                                      |
| 138   | Ternate                         | Indonésia (Maluku do Norte)                             | 185.705 (2010, censo)                                       |
| 139   | Jinshazhou                      | China (Cantão)                                          | 183.000 (2010, censo)                                       |
| 140   | Ilha Andamão do Sul             | Índia (Ilhas Andamão e Nicobar)                         | 181.949 (2001, censo)                                       |
| 141   | Tahiti                          | Polinésia Francesa (coletividade ultramarina da França) | 178.133 (2007, censo)                                       |
| 142   | Isla Grande de Tierra del Fuego | Argentina e Chile                                       | 172.797                                                     |
| 143   | São Tomé                        | São Tomé e Príncipe                                     | 171.856 (2012 estimate)                                     |
| 144   | Voorne-Putten                   | Países Baixos                                           | 170.411 (2002)                                              |
| 144   | Carmen (Campeche)               | México                                                  | 169.466 (2010 Census)                                       |
| 145   | Ilha Lulu                       | Canadá                                                  | 168.162                                                     |
| 146   | Majuli                          | Índia                                                   | 167.304 (2011, censo)                                       |
| 147   | Santa Lúcia                     | Santa Lúcia                                             | 166.526 (2010, censo)                                       |
| 148   | Buru                            | Indonésia (Maluku)                                      | 162.116 (2010, censo)                                       |
| 149   | Guimaras                        | Filipinas                                               | 162.943 (2010)                                              |
| 150   | Ilha Shawan                     | China (Cantão)                                          | 161.390 (2010 census)                                       |
| 151   | Maui                            | Estados Unidos (Havai)                                  | 160.202 (2013 census factfinder)                            |
| 152   | Amager                          | Dinamarca                                               | 160.064 (2006 estimate)                                     |
| 153   | Guam                            | Estados Unidos                                          | 160.000                                                     |
| 154   | Guadalcanal                     | Ilhas Salomão                                           | 158.222 (2009 census includes Honiara and Guadacanal Prov.) |
| 155   | Tablas                          | Filipinas                                               | 158.050 (2010)                                              |
| 156   | Biliran                         | Filipinas                                               | 155.061 (2010)                                              |
| 157   | Malé                            | Maldivas                                                | 153.379 (2014, est.)                                        |
| 158   | Qeshm                           | Irão                                                    | 148.993 (2016, censo)                                       |
| 159   | Prince Edward Island            | Canadá                                                  | 148.649 (2016, est. c/ base no censo de 2011)               |
| 159   | Mombasa                         | Quênia                                                  | 146.334                                                     |
| 160   | Upolu                           | Samoa                                                   | 147.629 (2011, censo)                                       |
| 161   | Portsea                         | Reino Unido (Inglaterra)                                | 147.088                                                     |
| 162   | Alor                            | Indonésia                                               | 145,299 (2010, censo)                                       |
| 163   | Yeong                           | Coreia do Sul (Busan)                                   | 144,884 (2010 Census)                                       |
| 165   | Ilha de Wight                   | Reino Unido (Inglaterra)                                | 140,000 (2005 estimate)                                     |
| 166   | Malaita                         | Ilhas Salomão                                           | 137.596 (2009, censo)                                       |
| 168   | Djerba                          | Tunísia                                                 | 139.517 (2004, censo)                                       |
| 169   | Awaji                           | Japão                                                   | 138.804 (2013)                                              |
| 170   | Curaçao                         | Curaçao (autónomo no Reino dos Países Baixos)           | 138.000 (2006, est.)                                        |
| 171   | Bantayan                        | Filipinas                                               | 136.960 (2010, censo)                                       |
| 172   | Ilha Mannar                     | Sri Lanka                                               | 132.000                                                     |
| 173   | Lanzarote                       | Espanha (Ilhas Canárias)                                | 131.708 (2007, est.)                                        |
| 159   | Ilha Cape Breton                | Canadá (Nova Scotia)                                    | 131.606 (2016E basis 2011 census)                           |
| 174   | São Miguel                      | Portugal (Açores)                                       | 131.609 (2001, censo)                                       |
| 175   | Xiaoguwei                       | China (Cantão)                                          | 131.470 (2010, censo)                                       |
| 176   | Hisingen                        | Suécia                                                  | 130.497 (2007)                                              |
| 177   | Bioko                           | Guiné Equatorial                                        | 130.000 (2005)                                              |
| 178   | Vanua Levu                      | Fiji                                                    | 130.000                                                     |
| 179   | Kutubdia                        | Bangladesh                                              | 125.279 (2011 Census)                                       |
| 180   | Srirangam                       | Índia                                                   | 120.000 (2011 Census)                                       |
| 181   | Rodes                           | Grécia                                                  | 119.830 (2011 Census)                                       |
| 182   | Dordrecht                       | Países Baixos                                           | 118.601 (2009)                                              |
| 183   | Ibiza                           | Espanha (Ilhas Baleares)                                | 117.698 (2007, est.)                                        |
| 184   | Daishan                         | China (Zhejiang)                                        | 113.983 (2000, censo)                                       |
| 185   | Rote                            | Indonésia (Maluku)                                      | 119.908 (2010, censo)                                       |
| 186   | Lembata                         | Indonésia (Sonda Oriental)                              | 117.829 (2010, censo)                                       |
| 187   | Biak                            | Indonésia (Papua Ocidental)                             | 112.873 (2010, censo)                                       |
| 188   | Nansha                          | China (Cantão)                                          | 112.151 (2010, censo)                                       |
| 189   | Peleng                          | Indonésia (Celebes Central)                             | 109.319 (2010, censo)                                       |
| 190   | Bengkalis                       | Indonésia (Riau)                                        | 108.700 (2010, censo)                                       |
| 191   | São Vicente                     | São Vicente e Granadinas                                | 108.600 (2000)                                              |
| 193   | Songzhou                        | China (Cantão)                                          | 106.274 (2010, censo)                                       |
| 194   | Daishan                         | China (Zhejiang)                                        | 105.945 (2014, censo)                                       |
| 195   | Corfu                           | Grécia                                                  | 104.371 (2011, censo)                                       |
| 196   | Aruba                           | Aruba (autónomo no Reino dos Países Baixos)             | 103.484 (2006, est.)                                        |
| 197   | Lantau                          | Hong Kong                                               | 100.000                                                     |
| 198   | Parintins                       | Brasil (Amazonas)                                       | 100.000                                                     |